# Ducat Bàltic Unit

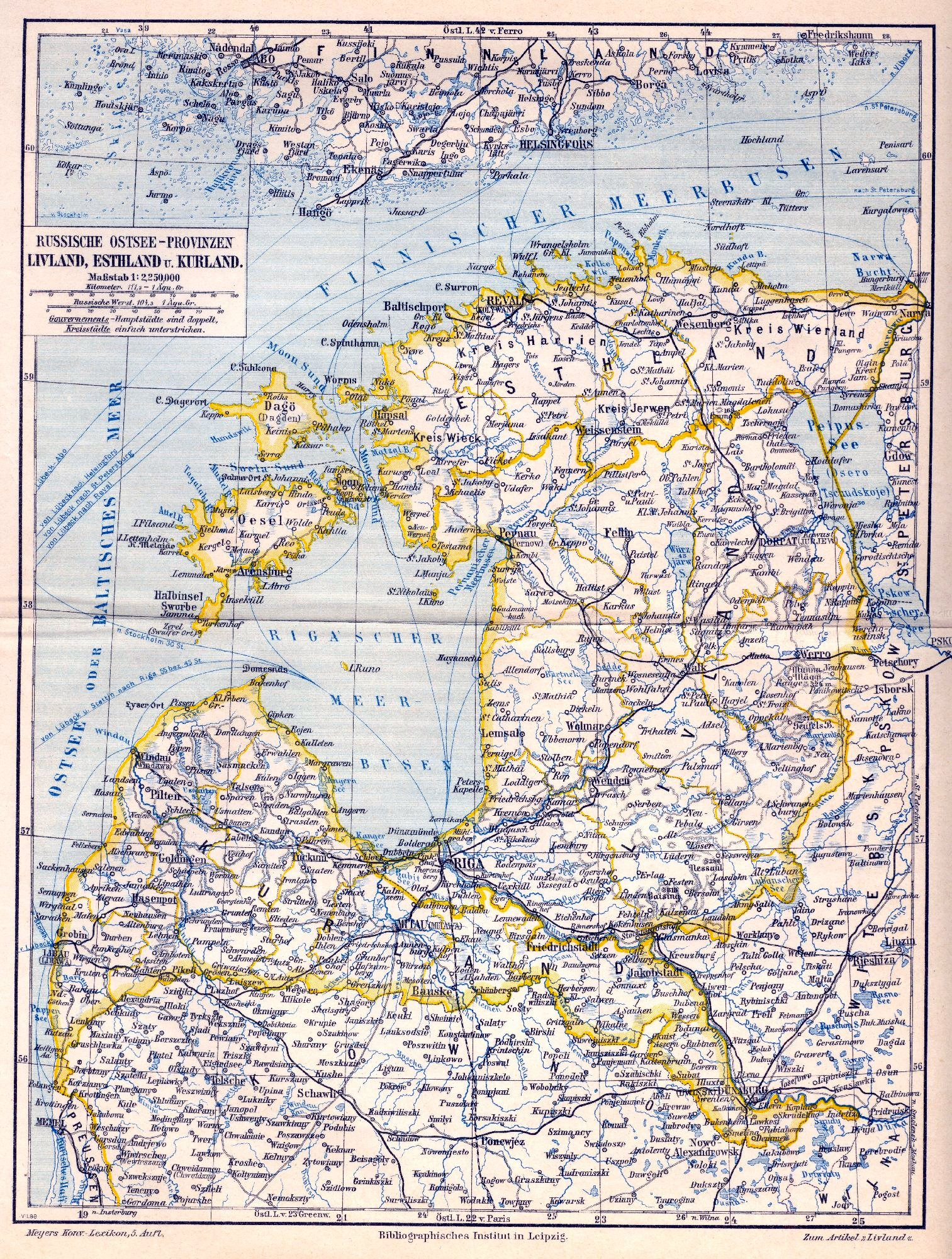
Gobernatures de Curlàndia, de Livònia i d'Estònia de l'Imperi Rus abans de la Revolució de Febrer de 1917.

Bandera del Ducat Bàltic Unit.

El proposat Ducat Bàltic Unit, també conegut com a Gran Ducat de Livònia, va ser un estat proposat per la noblesa alemanya del Bàltic i la noblesa russa exiliada, després de la Revolució Russa i l'ocupació alemanya de les gobernatures de Curlàndia, Livònia i Estònia pertanyents a l'Imperi Rus.
La idea comprenia els territoris d'Estònia i Letònia i incloïa la creació d'un Ducat de Curlàndia i un Ducat d'Estònia i Livònia que serien en unió personal amb la Corona de Prússia, sota els territoris ocupats per l'Imperi alemany a l'Ober Ost (regió oriental) abans de la fi de la Primera Guerra Mundial cobrint els territoris de la Livònia Medieval.

## Antecedents
Durant la Primera Guerra Mundial, els exèrcits alemanys havien ocupat la gobernatura de Curlàndia de l'Imperi Rus per la tardor de 1915. El front es va situar al llarg d'un línia estesa entre Riga, Daugavpils i Baránavichi.
Després de la Revolució de Febrer de 1917 a Rússia, va ser creada la Gobernatura Autònoma d'Estònia el 12 d'abril de 1917 a partir de l'anterior Gobernatura d'Estònia i la part septentrional de la Gobernatura de Livònia. Després de la Revolució d'Octubre, l'escollida Assemblea Provincial d'Estònia es va declarar a ella mateixa com el poder sobirà a Estònia el 28 de novembre de 1917 i el 24 de febrer de 1918, un dia abans de les arribada de les tropes alemanyes, va ser emesa la Declaració Estònia d'Independència. Els Aliats Occidentals van reconèixer la República d'Estònia de facto al maig de 1918.
El Consell Nacional de Letònia va ser proclamat el 16 de novembre de 1917. El 30 de novembre del mateix any, el Consell va declarar l'autonomia de la província letona dintre de les fronteres etnogràfiques, i va ser declarada una república letona independent el 25 de gener de 1918.
Després de la Revolució russa, tropes alemanyes havien començat a avançar des de Curlàndia, i per al final de febrer de 1918 l'exèrcit germànic administrava els territoris de les antigues gobernatures russes de Livònia i Estònia que havien declarat la independència. Amb el Tractat de Brest-Litovsk del 3 de març de 1918, la Rússia bolxevic acceptava la pèrdua de la Gobernatura de Curlàndia, i per acords conclosos a Berlín el 27 d'agost de 1918, la pèrdua de la Gobernatura Autònoma d'Estònia i la Gobernatura de Livònia.

## Intents de crear el Ducat Bàltic Unit

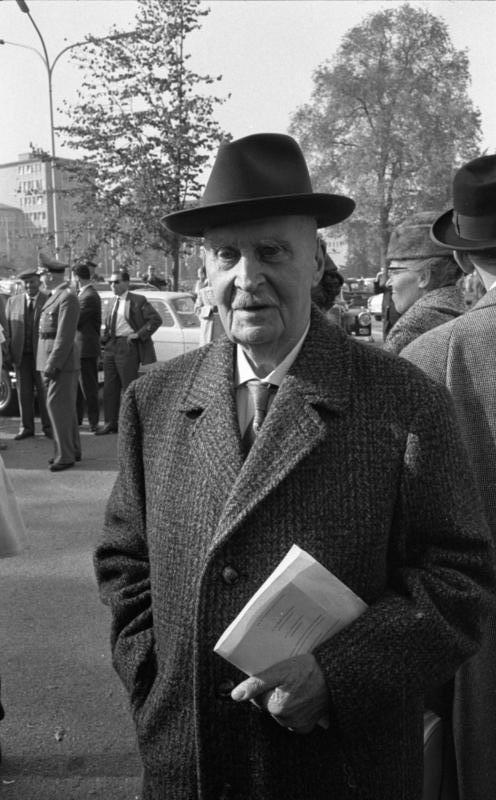
Adolf Frederic de Mecklenburg, 1962

Com a moviment polític paral·lel sota l'administració militar alemanya, els germanobàltics van començar a formar consells provincials entre setembre de 1917 i març de 1918. El 12 d'abril de 1918, una Assemblea Provincial composta de 35 germanobàltics, 13 estonians, i 11 letons va aprovar una resolució cridant l'emperador alemany a reconèixer les províncies bàltiques com una monarquia i a convertir-les en un protectorat alemany.
El 8 de març i el 12 d'abril de 1918, el Kurländische Landesrat i el Vereinigter Landesrat de Livland, Estland, Riga, i Ösel, parlaments locals dominats pels germanobàlitcs, es van declarar a ells mateixos estats independents, coneguts com a Ducat de Curlàndia i Ducat de l'Estat Bàltic (Baltischer Staat), respectivament. Tots dos estats van proclamar a ells mateixos estar en unió personal amb el regne de Prússia, encara que el govern germànic mai no va respondre a aquesta reclamació de reconeixement.
Els territoris bàltics van ser nominalment reconeguts com un estat sobirà per l'emperador Guillem II de Prússia el 22 de setembre de 1918, mig any després que la Rússia soviètica n'hi hagués formalment abandonat tota autoritat sobre les seves anteriors províncies bàltiques imperials a favor d'Alemanya en el Tractat de Brest-Litovsk. El 5 de novembre de 1918, va ser format un Consell de Regència temporal (Regentschaftsrat) per al nou estat encapçalat pel baró Adolf Pilar von Pilchau en base conjunta dels dos consells territorials locals formats.
El primer cap d'Estat del Ducat Bàltic Unit havia de ser el duc Adolf Frederic de Mecklenburg, no com un monarca sobirà, sinó com un subordinat del Kàiser alemany, similar a altres ducs i grans ducs de l'Imperi alemany. Adolfo Frederic mai no va assumir el càrrec. El Consell de Regència escollit consistent en quatre germanobàlitcs, tres estonians i tres letons va funcionar fins al 28 de novembre de 1918, sense cap reconeixement internacional, excepte d'Alemanya.
A l'octubre de 1918, el Canceller alemany, el príncep Maximilià de Baden va proposar reemplaçar l'autoritat militar al Bàltic per una autoritat civil. La nova política va ser fixada en un telegrama del Ministeri d'Estranger alemany a l'administració militar del Bàltic: «El govern del Reich és unànime respecte al canvi fonamental en la nostra política cap als països bàltics, és a dir, abans de res la política ha de fer-se amb els pobles bàltics.»

## Letònia independent
El 18 novembre de 1918, Letònia va proclamar la independència. A Estònia, l'administració militar alemanya va transmetre el poder al Govern d'Estònia encapçalat per Konstantin Päts. A Letònia, els alemanys formalment van lliurar l'autoritat al govern nacional letó encapçalat per Kārlis Ulmanis el 7 de desembre de 1918.
Va ser format el Baltische Landeswehr (Exèrcit Bàltic) pel govern del Ducat Bàltic Unit com la seva força de defensa nacional. En prendre el comandament de l'Exèrcit, el major Alfred Fletcher, recolzat pels terratinents bàltics d'origen alemany, va començar la substitució de tropes letones locals per alemanys bàltics i d'altres alemanys ètnics. Simultàniament, oficials alemanys van prendre la majoria de posicions de comandament. En el seu llibre Vanguard of Nazism: The Free Corps Movement in Postwar Germany, 1918-1923, l'autor Robert G.L. Waite remarca: «Per a mitjan febrer de 1919, els letons ètnics componien menys d'un cinquè del seu propi exèrcit». Els britànics van retrocedir després de reconèixer la gravetat militar de la situació, i unitats de l'Exèrcit Blanc rus i Freikorps van avançar i van capturar Riga el 22 de maig de 1919.
Després de la captura de Riga, els Freikorpos van ser acusats de matar 300 letons a Jelgava, 200 a Tukums, 125 a Daugavgrīva, i més de 3.000 a Riga. Després de prendre part en la captura de Riga, al juny de 1919, el general von der Goltz va ordenar a les seves tropes no avançar cap a l'est en contra de l'Exèrcit Roig, com esperaven els Aliats, sinó cap al nord, contra els estonians. El 19 de juny de 1919, la Divisió de Ferro i unitats del Landeswehr van llançar un atac per capturar zones al voltant de Cēsis (Wenden); el Baltische Landeswehr va continuar el seu avançament contra la costa estoniana preparatòria per a una càrrega contra Petrograu. Malgrat tot, l'Exèrcit Bàltic va ser derrotat per la 3a Divisió Estònia (liderada per Ernst Põdder) i la Brigada Nord Letona a la batalla de Cēsis del 19-23 de juny de 1919.
Al matí del 23 de juny de 1919, els alemanys van començar una retirada general cap a Riga. Els Aliats de nou van insistir que els germànics retiressin les seves tropes restants de Letònia, i van intervenir en imposar un alto el foc entre els estonians i els Freikorps quan els primers estaven a punt d'anar-se'n cap a Riga. Mentre, una missió aliada sota el comandament del general Sir Hubert de la Poer Gough va arribar al Bàltic per obligar els alemanys a abandonar la regió i organitzar els exèrcits locals dels estats Bàltics.

## Conseqüències
La derrota d'Alemanya a la Primera Guerra Mundial al novembre de 1918, seguida de la derrota el 1919 del Baltische Landeswehr i unitats Freikorps alemanyes del general Rüdiger von der Goltz a Letònia per la 3a Divisió Estònia i la Brigada Nord Letònia, es va traduir en la irrellevància del Ducat Bàltic Unit.
Per assegurar el retorn a control letó, el Baltische Landeswehr va ser posat sota autoritat britànica. Després de prendre el comandament del Baltische Landeswehr a mitjan juliol de 1919, el tinent coronel Harold Alexander (el futur Alexandre de Tunísia), gradualment va descartar els elements alemanys bàltics de l'exèrcit. Les nacions bàltiques d'Estònia i Letònia van ser fundades com a repúbliques.